# Shiro Amano
Shiro Amano (天野 シロ Amano Shiro?) är en japansk mangaka som är känd för att ha skapat mangaadaptioner av datorspelet Legend of Mana och datorspelsserien Kingdom Hearts. Han har även agerat figurdesigner i diverse datorspel.

## Verk

### Manga
- 2000 – Seiken Densetsu: Legend of Mana[1]
- 2003 – Kingdom Hearts[2]
- 2005 – Kingdom Hearts: Chain of Memories[3]
- 2006 – Kaburi.mon.star![4]
- 2006 – Kingdom Hearts II[5]
- 2008 – Boku to Watashi no Henai Jijou[6]
- 2008 – Subarashiki Kono Sekai[7]
- 2009 – Kingdom Hearts 358/2 Days[8]
- 2010 – AkogaLady wo Momi Time[9]
- 2010 – Kingdom Hearts Birth by Sleep[10]
- 2011 – Kingdom Hearts Re:coded[11]
- 2012 – Kingdom Hearts 3D: Dream Drop Distance[12]
- 2013 – Kacchuu-san[13]
- 2017 – Around 30 Quest[14]

### Medverkande i datorspel
- 2004 – Dragon Quest & Final Fantasy in Itadaki Street Special (figurdesign)
- 2006 – Dragon Quest & Final Fantasy in Itadaki Street Portable (figurdesign)
- 2007 – Itadaki Street DS (figurdesign)